# Collège de Technologie forestière des Maritimes
Le Collège de Technologie forestière des Maritimes est un collège qui offre un cours de 2 ans en technologie forestière à Bathurst, au Nouveau Brunswick. 
L'école a été créée à Fredericton au Nouveau-Brunswick en 1946. L’école résulte d’un effort de coopération entre les gouvernements du Nouveau-Brunswick et de la Nouvelle-Écosse, ainsi que de l’industrie forestière des deux provinces. 
Le programme d’enseignement à l’École des gardes forestiers des Maritimes, au campus de Bathurst, a débuté  le 9 janvier 1980. L’école changea de nom pour celui de Collège de Technologie forestière des Maritimes en avril 2003.